# Adolphe Napoléon Didron
Adolphe Napoléon Didron, né à Hautvillers (Marne) le 13 mars 1806 et mort à Paris le 13 novembre 1867 ,, est un archéologue français de renom. Il a aussi été journaliste, éditeur, spécialiste de l'iconographie du Moyen Âge chrétien.

## Biographie
Il fut, sous la Monarchie de Juillet, secrétaire du comité des travaux historiques au ministère de l'Instruction publique et, sous le Second Empire, professeur d'archéologie française à la Bibliothèque impériale. Il fonda les Annales archéologiques.
C'est la lecture de Notre-Dame de Paris, de Victor Hugo qui éveilla la passion de Didron pour le Moyen Âge et décida de sa vocation d'archéologue.
En 1835,Guizot le nomma secrétaire du comité historique des Arts et Monuments, dont firent également partie Mérimée, Viollet-le-Duc, Victor Hugo, Victor Cousin. Didron eut la charge d'inventorier et d'éditer des documents inédits concernant l'Histoire de France.
Adolphe Napoléon Didron va faire des études sur l'iconographie médiévale en montrant la signification spirituelle des vitraux. Avec Prosper Mérimée, Victor Hugo et Eugène Viollet-le-Duc ont intéressé le public à l'art médiéval.
En 1839 est installé à la demande de l'abbé Demerson le premier vitrail archéologique, le Vitrail de la Passion, dans l'église Saint-Germain-l'Auxerrois composé par Jean-Baptiste Lassus et Adolphe Napoléon Didron, exécuté par Louis Steinheil (1781-1855), père d'Auguste Steinheil, et M.-E.-F. Reboulleau, chimiste devenu peintre verrier. Comme l'indique Jean-Baptiste Lassus paru dans les Annales archéologiques parues en 1844, ce vitrail a été fait pour prouver qu'au XIXe siècle le secret de la peinture sur verre n'était pas perdu. Pour ce faire, il a choisi de copier des scènes du vitrail de la Passion qui se trouve dans l'abside de la Sainte-Chapelle. Cette réussite va montrer qu'il est possible de restaurer les vitraux médiévaux.
Ce premier vitrail va permettre la restauration des vitraux de la Sainte-Chapelle du Palais, à partir de 1849, confiée au baron Ferdinand de Guilhermy pour le programme archéologique, les cartons à Auguste Steinheil, et la réalisation à Antoine Lusson, après la restauration par Eugène Viollet-le-Duc et Henri Gérente du vitrail de l'Arbre de Jessé du déambulatoire de la abbatiale de Saint-Denis terminée en 1848.
En 1844, Didron fonda les Annales archéologiques. Il en assuma la direction jusqu'à sa mort. Dès 1844, Viollet-le-Duc en fut un des plus notables collaborateurs. Elles continuèrent d'être publiées jusqu'en 1881. Elles forment une véritable encyclopédie de l'art au Moyen Âge.
Didron, qui, en 1845, avait créé une librairie spécialisée dans l'archéologie, longtemps gérée par son frère Victor Didron, établit en 1849 une manufacture de vitraux dont s'occupera Édouard Didron son neveu (on en trouve sur les réalisations de Charles Leroy, l'architecte de la cathédrale Notre-Dame-de-la-Treille de Lille, avec qui il entretenait des liens amicaux).
Outre une foule d'articles archéologiques insérés dans divers recueils périodiques, Didron aîné a publié : un Bulletin archéologique du comité des Arts et des Monuments (1840-1847) ; "Iconographie chrétienne : histoire de Dieu" (1844) ; un Manuel d'iconographie…
À l'époque où le Romantisme français redécouvre le Moyen Âge, Didron fait partie de ceux qui, comme Prosper Mérimée et Viollet-le-Duc, œuvrent efficacement à l'étude, à la protection et à la restauration des grands monuments médiévaux.
En son temps, les travaux et les idées de Didron exercèrent une grande influence, qu'on note par exemple dans les écrits de l'architecte italien Camillo Boito, qui s'inspire de Didron pour définir les principes de la restauration des monuments anciens.
À cet égard, Didron a pu énoncer ce précepte: "Il faut conserver le plus possible, réparer le moins possible, ne restaurer à aucun prix" (cité dans le Larousse Mensuel de juillet 1927, article de La Chanson de Roland). Dans ses Annales archéologiques il s'exprimait de façon plus nuancée: En fait de monuments anciens, il vaut mieux consolider que réparer, mieux réparer que restaurer, mieux restaurer que refaire, mieux refaire qu'embellir.
Au chapitre IX de son roman, la Cathédrale (1898), Joris-Karl Huysmans présente et discute les thèses de Didron sur l'iconographie de la cathédrale de Chartres.

## Distinctions
- Chevalier de la Légion d'honneur
- Saint-Grégoire-le-Grand

## Publications
- Rapport à M. de Salvandy, ministre de l'instruction publique, sur la monographie de la cathédrale de Chartres, 1839
- Manuel d'iconographie chrétienne grecque et latine avec une introduction et des notes par M. Didron, traduit du manuscrit byzantin "Le Guide de la Peinture", 1845 (une Herminia de Denys de Fourna) ou en fait, la traduction d'un manuel de l'iconographe du Mont Athos) (lire en ligne)
- Iconographie chrétienne : Histoire de Dieu, 1844 (lire en ligne)
- Manuel des œuvres de bronze et d'orfévrerie du Moyen Âge, 1859
- Nécrologie
- 1848. Rapport d'Adolphe Napoléon Didron sur les travaux exécutés de 1829 à 1848 à la cathédrale de Bourges.

## Sources
- Catherine Brisac & Jean-Michel Leniaud, Adolphe-Napoléon Didron ou les médias au service de l'art chrétien, dans Revue de l'Art, 77, 1987, p. 33-42.